# Drosophila longiserrata
Drosophila longiserrata är en tvåvingeart som beskrevs av Masanori Joseph Toda 1988. Drosophila longiserrata ingår i släktet Drosophila och familjen daggflugor.
Artens utbredningsområde är Myanmar.